# 恋の浮島 (1935年の映画)
『恋の浮島』（こいのうきしま）は、1935年（昭和10年）6月26日公開の川手二郎監督の日本映画。製作は新興キネマ。

## キャスト
- 万作の娘・お光：伏見信子
- 都会の富裕な青年・三上：立松晃
- 漁師・万作：三桝豊
- 旅館水明館の若主人・竜吉：ジョウ・オハラ
- ダンサー・多津子：沖本映子
- 竜吉の母・お種：隅田満州代
- 間抜けな風呂番・伊助：小宮一晃
- 女中・お花：田中筆子
- 潮来の芸者・蝶子：滝鈴子
- 三上の友人・原：上田寛
- 竜吉の腰巾着・勘太郎：大泉慶治

## スタッフ
- 監督：川手二郎
- 原作・脚本：上島量
- 撮影：中井朝一
- 美術：新藤兼人